# Анализ источников экономического роста
Анализ источников экономического роста – метод оценки вклада отдельных факторов производства и общей факторной производительности в экономический рост путем представления производственной функции в виде суммы темпов роста. Впервые метод был описан в 1957 году Робертом Солоу.

## Определение
Рассмотрим экономику, выпуск в которой описывается производственной функцией Кобба-Дугласа {\displaystyle Y=AK^{\alpha }L^{1-\alpha }}. Выпуск в такой экономике зависит от размера капитала (производственных мощностей), количества потраченного труда и общей факторной производительности (ОФП), которая зависит от уровня технического прогресса. Полный дифференциал этой функции может быть записан следующим образом:
{\displaystyle dY=K^{\alpha }L^{1-\alpha }dA+\alpha K^{\alpha -1}L^{1-\alpha }dK+(1-\alpha )K^{\alpha }L^{-\alpha }dL}
Приблизительная формула для небольших конечных приращений может быть записана аналогично:
{\displaystyle \Delta Y=K^{\alpha }L^{1-\alpha }\Delta A+\alpha K^{\alpha -1}L^{1-\alpha }\Delta K+(1-\alpha )K^{\alpha }L^{-\alpha }\Delta L}
Тогда относительное изменение выпуска {\displaystyle dY/Y} может быть записано следующим образом:
{\displaystyle {\frac {dY}{Y}}={\frac {dA}{A}}+\alpha {\frac {dK}{K}}+(1-\alpha ){\frac {dL}{L}}}
Если через {\displaystyle g_{X}} обозначить темп роста переменной, то формула может быть переписана следующим образом:
{\displaystyle g_{Y}=g_{A}+\alpha g_{K}+(1-\alpha )g_{L}}

## Методика анализа
Методика анализа включает в себя четыре этапа.
1. На первом этапе оцениваются темпы роста выпуска, капитала и труда для экономики за некоторый период времени.
2. На основе статистических данных оцениваются значение показателя {\displaystyle \alpha }.
3. Рассчитываются вклад капитала и труда в темпы экономического роста: {\displaystyle \alpha g_{K}+(1-\alpha )g_{L}}.
4. Часть экономического роста, которая не связана изменением капитала и труда, рассматривается как результат повышения общей факторной производительности: {\displaystyle g_{A}\equiv g_{Y}-\alpha g_{K}-(1-\alpha )g_{L}}.

Величина {\displaystyle g_{A}} называется также остатком Солоу.

## Оценки для различных стран

### Оценки для ОЭСР
Ниже приведены оценки для стран ОЭСР за период с 1947 по 1973 гг. на основе расчетов Easterly et al. (2002).
| Страна         | Параметр {\displaystyle \alpha } | Темп роста ВВП | Вклад капитала | Вклад труда | Общая факторная производительность |
| Франция        | 0.40                             | 5.40%          | 41%            | 4%          | 55%                                |
| Германия       | 0.39                             | 6.61%          | 41%            | 3%          | 56%                                |
| Италия         | 0.39                             | 5.30%          | 34%            | 2%          | 64%                                |
| Япония         | 0.39                             | 9.50%          | 35%            | 23%         | 42%                                |
| Великобритания | 0.38                             | 3.70%          | 47%            | 1%          | 52%                                |
| США            | 0.40                             | 4.00%          | 43%            | 24%         | 33%                                |

### Оценки для СССР
Оценки для СССР приведены на основе расчетов Kurtzweg L. et al. (1987). Для оценки совокупного вклада факторов использован показатель {\displaystyle \alpha =1/3}.
| Период    | Валовый национальный продукт | Вклад факторов         | Вклад факторов            | Вклад факторов | Общая факторная производительность |
| --------- | ---------------------------- | ---------------------- | ------------------------- | -------------- | ---------------------------------- |
| Период    | Валовый национальный продукт | Труд {\displaystyle L} | Капитал {\displaystyle K} | Совокупный     | Общая факторная производительность |
| 1961-1965 | 4.8                          | 1.5%                   | 8.8%                      | 4.5%           | 0.3%                               |
| 1966-1970 | 5.1                          | 2.0%                   | 7.4%                      | 4.2%           | 0.8%                               |
| 1971-1975 | 3.0                          | 1.7%                   | 8.0%                      | 4.3%           | -1.3%                              |
| 1976-1980 | 2.3                          | 1.2%                   | 6.9%                      | 3.6%           | -1.2%                              |
| 1981-1985 | 1.9                          | 0.7%                   | 6.2%                      | 3.0%           | -1.0%                              |